# Acrocephalus vaughani
Acrocephalus vaughani е вид птица от семейство Acrocephalidae. Видът е застрашен от изчезване.

## Разпространение
Разпространен е в Питкерн.